# Bruno Visintin
Bruno Visintin (La Spezia, 23 novembre 1932 – La Spezia, 11 gennaio 2015) è stato un pugile italiano, vincitore della medaglia di bronzo, nei pesi superleggeri, ai Giochi olimpici di Helsinki 1952. Da professionista fu campione italiano dei pesi leggeri, welter e superwelter e campione europeo dei pesi superwelter tra il 1963 e il 1966. È rimasto nella memoria degli appassionati di pugilato per aver combattuto due spettacolari match con Duilio Loi nel 1954 e nel 1960.

## Biografia

### Carriera da dilettante
Da dilettante, Visintin vinse il campionato italiano dei pesi piuma, nel 1951, a Parma.
Nello stesso anno, a Milano, divenne campione europeo dei pesi leggeri e vinse la medaglia d'oro ai I Giochi del Mediterraneo di Alessandria d'Egitto, nei superleggeri.
Nel 1952, a Trieste, conquistò il titolo italiano dei superleggeri.
Inviato alle Olimpiadi di Helsinki del 1952 con la rappresentativa italiana, vinse la medaglia di bronzo, nei superleggeri. Batté il filippino Ernesto Porto per KO alla seconda ripresa, il portoricano Juan Curet Alvarez e l'irlandese Terrence Milligan, ai punti, per poi perdere ai punti in semifinale con lo statunitense Charles Adkins.

### Carriera da professionista

Uno scambio tra Bruno Visintin (a sinistra) e Duilio Loi nel loro primo incontro del 13 maggio 1954.

Visintin fu ingaggiato da manager romano Gigi Proietti già al raduno di Impruneta della nazionale italiana dilettanti, prima delle Olimpiadi di Helsinki. Debuttò tra i professionisti al ritorno dalle Olimpiadi, vincendo 18 incontri consecutivi, fra questi anche quello che lo contrappose all'ex campione italiano dei pesi piuma Enzo Correggioli. 
Giunse imbattuto fino alla sfida del 13 maggio 1954 con Duilio Loi, al Palazzo dello Sport della Fiera di Milano, con in palio il titolo europeo dei pesi leggeri. Loi partì forte nel secondo round con due destri al viso e una scarica ai fianchi. Visintin rispose con un destro fulmineo al volto. Poi una testata involontaria aprì una ferita sotto la palpebra sinistra di Loi, che si innervosì e cominciò ad attaccare con rabbia. Visintin non cadde nel tranello e si limitò a rispondere di rimessa. Il triestino, però, seppe stringere i denti e, soprattutto, usare con astuzia i trucchi del mestiere. Tenendo sempre l’iniziativa, seppe creare i presupposti di una vittoria che spuntò per un soffio ai punti in quindici riprese. Il verdetto, sostanzialmente giusto, fu però accolto da alcuni fischi da parte del numeroso pubblico giunto da La Spezia.
Successivamente lo spezzino si trasferì per più di un anno in Australia, dove combatté con risultati alterni. Al ritorno fu sconfitto ai punti, al Velodromo Vigorelli, dal milanese Giancarlo Garbelli.
Visintin conquistò il titolo italiano dei leggeri il 29 dicembre 1955 contro Franco Antonini (Kot alla quarta ripresa) e lo difese vittoriosamente l'8 settembre 1956 a La Spezia contro Mario Vecchiatto (vittoria ai punti). Tra la fine del 1956 e il 1957 tornò nuovamente a combattere in Australia.
Il 28 giugno 1958 conquistò la cintura italiana dei welter, prendendosi la rivincita ai punti con il detentore Giancarlo Garbelli in un drammatico combattimento concluso dallo spezzino vittoriosamente ma con due ferite alle arcate sopracciliari.
I due match con Loi, però, fecero epoca. Visintin incontrò nuovamente il triestino al Vigorelli di Milano, il 13 febbraio 1960. Loi, all'epoca campione del mondo dei superleggeri, mise in palio il titolo europeo dei pesi welter di cui era parimenti in possesso. La sfida, combattutissima, terminò con lo stesso risultato della precedente, cioè con una contrastata vittoria di Loi ai punti in quindici riprese.
Il 1º maggio 1960, allo Stadio Amsicora di Cagliari, di fronte a trentamila spettatori, mise in palio il titolo italiano dei welter contro l'idolo locale Fortunato Manca. Nei primi round Visintin seppe tenere a distanza il cagliaritano grazie al suo gioco di gambe. Al sesto e al settimo round Manca andò a segno con colpi rabbiosi. Poi lo spezzino si riprese e il confronto si concluse con un verdetto di parità che manteneva il titolo nei suoi guantoni. In seguito difese vittoriosamente due volte la cintura dei welter, battendo ai punti Jacques Nervi e Rino Borra. Tra il 1960 e il 1961 sostenne una terza tournée in Australia.
Nel 1963 Visintin conquistò anche la cintura italiana dei pesi superwelter, battendo ai punti Fabio Bettini, nell'incontro inaugurale del titolo. L'anno dopo, sconfiggendo a Torino l'imbattuto francese Yoland Lévèque, quello europeo della stessa categoria. Lo difese in sei occasioni. Batté ai punti a Sanremo lo spagnolo Cesareo Barrera. A Parigi mise KO al 14º round il forte Souleyman Diallo. A Copenaghen pose fine alla carriera dell'anziano danese Christian Christensen per Kot all'11º round. Il 28 giugno 1965 a Lussemburgo e il 16 ottobre successivo a Dortmund batté ai punti i pugili locali Ray Philippe e Peter Müller. 
Mantenne il titolo europeo fino al 1º gennaio 1966 quando fu battuto a Copenaghen, nel suo ultimo incontro, dal pugile svedese Bo Högberg, per KOT al 7º round. Fu l'unico match perso prima del limite dallo spezzino su un totale di 90 combattimenti.
Visintin rimase imbattuto per quasi sei anni, dalla sfida con Loi del febbraio 1960, fino all'incontro che segnò il suo ritiro, nel gennaio del 1966.

### Caratteristiche tecniche
Considerato uno dei più grandi stilisti della nostra boxe, compensava la carenza del dono della potenza con l’intelligenza e la tecnica. Dotato di un abile gioco di gambe, sapeva tenersi fuori dai colpi degli avversari per poi rientrare e colpire di rimessa. Fu anche un vero maestro di lealtà ed esempio per le generazioni che si sono susseguite.

### Dopo il ritiro
Conclusa l'attività pugilistica, Visintin fu per brevissimo tempo manager e direttore di una società sportiva.
È scomparso nel gennaio del 2015 all'età di 82 anni all'ospedale Sant'Andrea di La Spezia, dove era ricoverato da qualche giorno.